# Mistrzostwa Polski w futbolu stołowym
Mistrzostwa Polski w futbolu stołowym – zawody organizowane od 2000 roku pod patronatem Polskiego Związku Futbolu Stołowego. Od początku zawodnicy rywalizowali w kategorii par open, w 2001 dodano kategorię singlową open, a w 2003 kategorię par kobiet.
W latach 2020–2022 turnieju nie rozgrywano z powodu pandemii Covid-19.
Najbardziej utytułowani zawodnicy to Mateusz Fudala i Paweł Sielski (6 tytułów mistrzowskich).
Najbardziej utytułowaną zawodniczką jest Agata Ćwiąkała (20 tytułów mistrzowskich).

## Mistrzowie Polski w Futbolu Stołowym
| Rok  | Stół                       | Single Open                | Pary Open                               | Single Kobiet              | Pary Kobiet                            |
| ---- | -------------------------- | -------------------------- | --------------------------------------- | -------------------------- | -------------------------------------- |
| 2000 | RS Oskar                   |                            | Adil Hilmi, Bader Hilmi                 |                            |                                        |
| 2001 | RS Oskar                   | Adil Hilmi                 | Michał Małas, Piotr Szczerba            |                            |                                        |
| 2001 | Garlando                   |                            | Adil Hilmi, Nidal Laraki                |                            |                                        |
| 2002 | RS Oskar                   | Michał Małas               | Michał Małas, Piotr Szczerba            |                            |                                        |
| 2002 | Garlando                   |                            | Michał Małas, Piotr Szczerba            |                            |                                        |
| 2003 | RS Oskar                   | Marcin Michalak            | Remigiusz Jaworski, Damian Kowalonek    |                            |                                        |
| 2003 | Garlando                   | Artur Antoniewicz          | Wojciech Węgrzyn, Eryk Czajkowski       |                            | Magdalena Kowalczyk, Ewelina Bielecka  |
| 2004 | Garlando                   | Paweł Sielski              | Krzysztof Kozakiewicz, Paweł Golczewski |                            | Magdalena Kowalczyk, Ewelina Bielecka  |
| 2005 | Garlando                   | Paweł Sielski              | Michał Małas, Jacek Raczkier            |                            | Eliza Kilian, Anna Sakowska            |
| 2006 | Garlando                   | Paweł Sielski              | Paweł Sielski, Przemysław Noga          | Agata Ćwiąkała             | Agnieszka Rutowska, Agata Ćwiąkała     |
| 2007 | Garlando                   | Paweł Sielski              | Filip Kubiatowicz, Robert Atha          | Agata Ćwiąkała             | Agnieszka Rutowska, Agata Ćwiąkała     |
| 2008 | Garlando                   | Paweł Sielski              | Pavol Kovacik, Pavol Samaj              | Agata Ćwiąkała             | Agnieszka Rutowska, Agata Ćwiąkała     |
| 2008 | Rosengart                  | Pavol Kovacik              | Tamas Csige, Robert Nyitrai             | Sarka Holomoucka           | Sarka Holomoucka, Magda Silna          |
| 2009 | Garlando                   | Robert Atha                | Robert Atha, Jacek Raczkier             | Agata Ćwiąkała             | Agnieszka Rutowska, Agata Ćwiąkała     |
| 2009 | Roberto Sport              | Pavol Kovacik              | Pavol Kovacik, Petr Plasgura            | Agata Ćwiąkała             | Agnieszka Rutowska, Agata Ćwiąkała     |
| 2010 | Garlando                   | Pavol Kovacik              | David Csar, Alexander Lukas             | Agata Ćwiąkała             | Agnieszka Rutowska, Agata Ćwiąkała     |
| 2010 | Roberto Sport              | Marcin Snopkowski          | Tomasz Poboży, Barnaba Szustak          | Agata Ćwiąkała             | Agnieszka Rutowska, Agata Ćwiąkała     |
| 2011 | Garlando                   | Kevin Hundstorfer          | Kevin Hundstorfer, Alexander Lukas      | Barbara Kurtyka            | Agnieszka Rutowska, Agata Ćwiąkała     |
| 2011 | Roberto Sport              | Kevin Hundstorfer          | Kevin Hundstorfer, Alexander Lukas      | Agata Ćwiąkała             | Agata Ćwiąkała, Joanna Boczkowska      |
| 2012 | Garlando                   | Mateusz Fudala             | Örs Megyeri, Oliver Riz                 | Agata Ćwiąkała             | Cindy Moser, Dorota Wierzbicka         |
| 2013 | Garlando                   | Mateusz Mazur              | Tomasz Poboży, Barnaba Szustak          | Cindy Moser                | Cindy Moser, Agata Ćwiąkała            |
| 2014 | Leonhart                   | Jakub Ziencikiewicz        | Tomasz Poboży, Miłosz Kraiński          | Zuzanna Filon              | Katarzyna Cedrowicz, Zuzanna Filon     |
| 2015 | Garlando                   | Mateusz Mazur              | Tomasz Poboży, Barnaba Szustak          | Katarzyna Cedrowicz        | Katarzyna Cedrowicz, Zuzanna Filon     |
| 2016 | Garlando                   | Mateusz Fudala             | Mateusz Fudala, Jakub Ziencikiewicz     | Katarzyna Cedrowicz        | Agnieszka Rutowska, Agata Ćwiąkała     |
| 2017 | Garlando                   | Miłosz Kraiński            | Miłosz Kraiński, Jacek Raczkier         | Cindy Kubiatowicz          | Cindy Kubiatowicz, Katarzyna Cedrowicz |
| 2018 | Garlando                   | Miłosz Kraiński            | Miłosz Kraiński, Jacek Raczkier         | Karolina Kłos              | Anna Otrębska, Katarzyna Cedrowicz     |
| 2018 | Leonhart                   | Mateusz Fudala             | Vojtech Holub, Radek Drda               | Katarzyna Cedrowicz        | Katarzyna Cedrowicz, Barbara Kurtyka   |
| 2019 | Leonhart                   | Krzysztof Warzecha         | Cezary Bdzikot, Sebastian Gąsior        | Barbara Kurtyka            | Katarzyna Przystalska, Barbara Kurtyka |
| 2020 | Mistrzostwa nie odbyły się | Mistrzostwa nie odbyły się | Mistrzostwa nie odbyły się              | Mistrzostwa nie odbyły się | Mistrzostwa nie odbyły się             |
| 2021 | Mistrzostwa nie odbyły się | Mistrzostwa nie odbyły się | Mistrzostwa nie odbyły się              | Mistrzostwa nie odbyły się | Mistrzostwa nie odbyły się             |
| 2022 | Mistrzostwa nie odbyły się | Mistrzostwa nie odbyły się | Mistrzostwa nie odbyły się              | Mistrzostwa nie odbyły się | Mistrzostwa nie odbyły się             |
| 2023 | Leonhart                   | Julian Wortmann            | Mateusz Fudala, Michał Lipiński         | Miglė Januševičiūtė        | Maria Pader, Julia Wohlgemuth          |
| 2024 | Leonhart                   | Leon Kogelnik              | Grzegorz Zawiłowicz, Krzysztof Warzecha | Anna Lamperska             | Anna Lamperska, Katarzyna Kiczke       |
| 2025 | Leonhart                   | Justus Aust                | Mateusz Fudala, Michał Lipiński         | Veronika Kralova           | Anna Lamperska, Katarzyna Kiczke       |